# تپه چشمه مقصود ۱۱۳ - K
تپه چشمه مقصود ۱۱۳ - K مربوط به دوره ساسانیان است و در شهرستان کنگاور، روستای قره گوزلوی واقع شده و این اثر در تاریخ ۱۰ دی ۱۳۸۱ با شمارهٔ ثبت ۶۶۱۸ به‌عنوان یکی از آثار ملی ایران به ثبت رسیده است.